# 머리대구

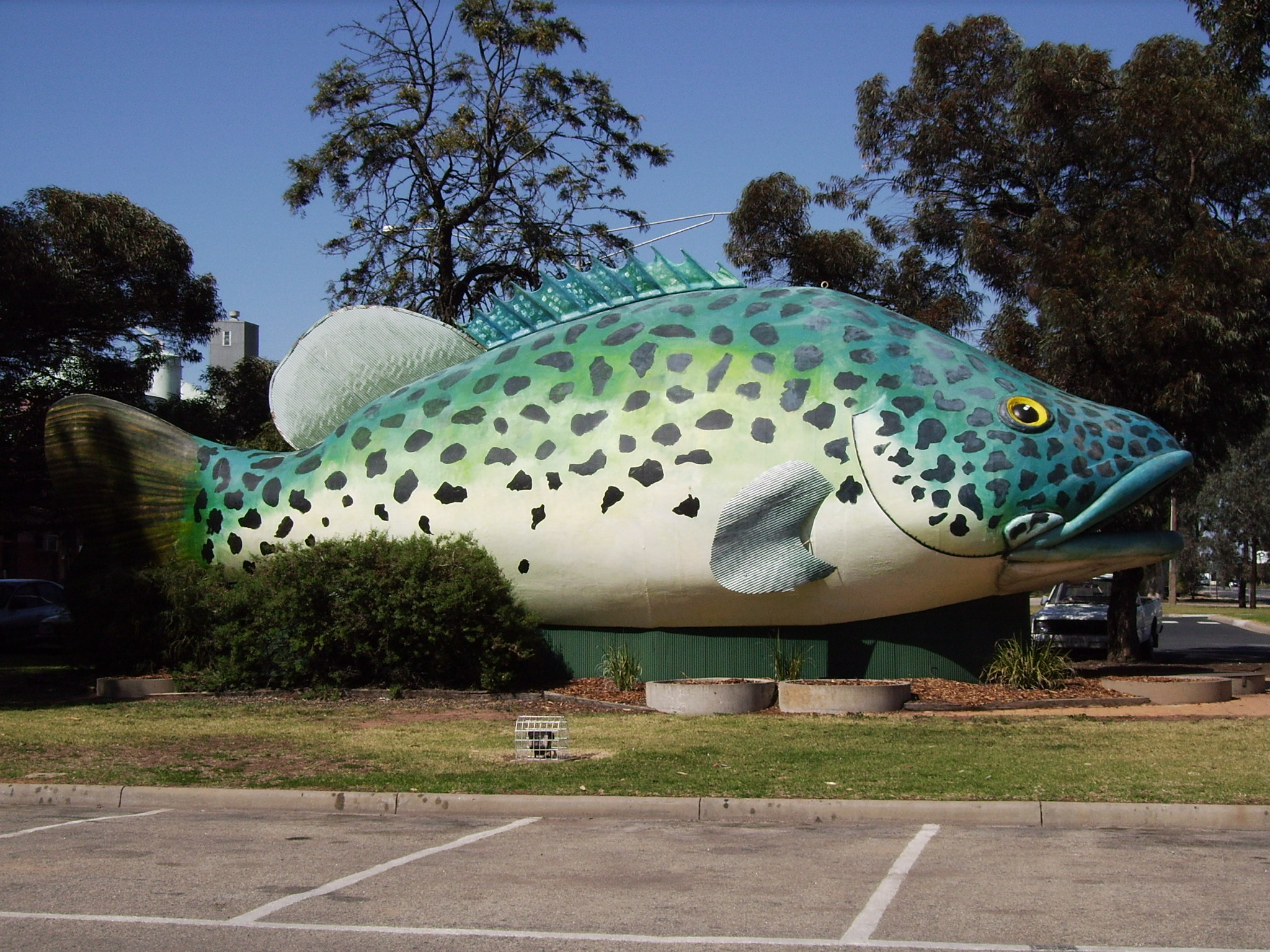
호주 스완힐의 머리대구 모양 건물.

머리대구 또는 머레이대구(Murray cod)는 오스트레일리아 머리 강의 고유종인 민물고기이다. 최대 1.8m까지 자라며 입이 큰(大口) 잠복형 포식자이다. 주요 먹이는 호주 토착종 가재다. 같은 지역에 사는 같은 속의 토착종으로 송어대구가 있다.

## 특징

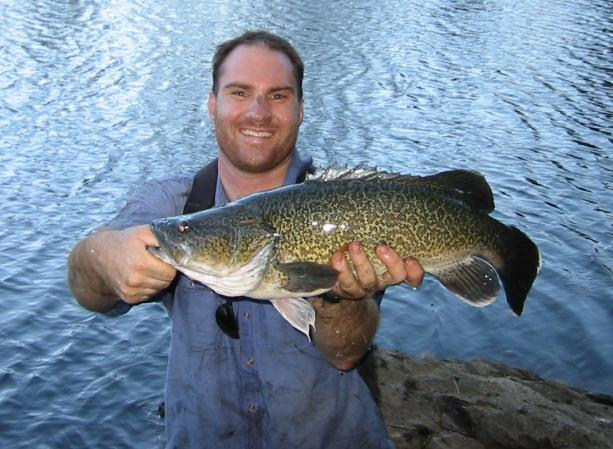

머리대구의 머리는 넓으며, 입은 크고 아주 작은 바늘 같은 치아의 심이 늘어서있다. 머리대구의 턱은 일치하거나 아래턱이 약간 돌출되어 있다.
머리대구의 가시 지느러미는 높이가 낮은 중간 정도이며, 부분적으로 높은 곳에서 한단계로 구분된다. 등 지느러미는 부드럽고 둥글다. 등 지느러미, 항문과 꼬리 지느러미는 모두 크고 둥글다. 크고 둥근 가슴 지느러미는 측면 색깔이 일반적으로 유사하다.